# Thanksgiving of Horror
Thanksgiving of Horror, titulado Día de Acción de Gracias de Terror en Hispanoamérica y Acción de Gracias de Terror en España, es el octavo episodio de la trigesimoprimera temporada de la serie de televisión animada Los Simpson, y el episodio 670 de la serie en general. Se estrenó el 24 de noviembre de 2019 en Estados Unidos, el 20 de septiembre de 2020 en Hispanoamérica y el 16 de junio de 2021 en abierto en España. El formato de este episodio es el mismo que el de los especiales de Halloween de "Treehouse of Horror", pero ambientado en el día de acción de gracias en vez de Halloween.
Es el episodio simple más largo de toda la historia de la serie en general, con una duración de casi 25 minutos (24 minutos y 52 segundos) sin cortes publicitarios.
El 1 de febrero de 2020, Dan Vebber ganó los premios Writers Guild of America por Mejor Escritura en Animación en los 72.ª edición de los premios Writers Guild of America por su guion para este episodio.
Este es el episodio final con Russi Taylor, que había estado en el programa desde la temporada 1 dando voz a personajes como Martin Prince, Sherri y Terri y Uter, debido a su muerte el 26 de julio de 2019.
También es el episodio 335 en ser doblado por el actual elenco de doblaje al español latinoamericano de la serie quienes doblan desde la temporada 16 en adelante, igualando la cantidad de episodios doblados de sus predecesores, quienes doblaron las primeras 15 temporadas de la serie, posteriormente despedidos en 2004 por el conflicto entre la Asociación Nacional de Actores (ANDA) de México y los estudios de Grabaciones y Doblajes Internacionales (hoy New Art Dub).
El episodio recibió alabanzas tanto de fanáticos, críticos y público general, elogiando la animación, la actuación vocal del elenco, la historia y la banda sonora, siendo considerado como uno de los mejores episodios de la temporada 31 como uno de los mejores de la época moderna de Los Simpson.

## Argumento

### Secuencia de apertura
En una escena que recuerda a un episodio clásico de "Treehouse of Horror", Marge presenta el episodio con el terror entrando en el día de Acción de Gracias, con Homer siendo el único público en el teatro. Kang y Kodos vestidos de puritanos entran para apoderarse del mundo y preguntan qué hay para cenar y Homer dice que nadie lo sabe. La escena luego cambia a una mesa, en la que una salsera derrama la salsa sobre ella, formando las letras diciendo "Thanksgiving of Horror" y los créditos iniciales, lamidos por el perro Santa's Little Helper y Homer.

### A-Gobble-Ypto
En una parodia a la película Apocalypto, el escenario está en un bosque, ambientado en el año 1621, en donde la mayoría de los habitantes de Springfield son pavos. Homer está durmiendo y Bart lo agarra de la redecilla para despertarlo. Homer persigue a Bart y es interrumpido por Lisa, anunciando que Marge está poniendo su huevo. Inmediatamente después, las diversas familias se reúnen alrededor, pero Maude Flanders recibe un disparo de la policía humana.
Debido a que el mosquete tarda tres minutos en recargarse, comienzan a recolectar los otros pavos a mano. Los Simpson intentan esconderse en un agujero, cubierto de hojas, y Homer intenta salvar el huevo de Maggie, pero Wiggum lo captura.
Homer es llevado con los demás a la aldea donde los humanos están cocinando los pavos y el reverendo Lovejoy lleva a cabo una ceremonia para cortar la cabeza de las aves. Cuando casi llega su turno, el cuerpo decapitado del abuelo Simpson se mueve y Milhouse intenta limpiarlo con el fuego de una linterna pero lo arroja al pueblo de madera, provocando un incendio masivo.
Bart salva a Homer pero son seguidos por Lou, Eddie y Wiggum. Los dos primeros mueren a manos de los cuervos, y Wiggum cae por un acantilado después de perseguir a Homer, pero sobrevive y se lleva el huevo. Pensando que los tiene atrapados, pronuncia la sentencia, pero es demasiado apresurado ya que un oso que lo ataca, y tira el huevo en la pelea.
Lisa logra salvarlo y Maggie nace de él, mientras que el oso se come a Wiggum. Homer ve un futuro oscuro por delante, mientras los humanos se dan un festín en su mesa de Acción de Gracias, al final de lo que fue el primer día de Acción de Gracias.

### The Fourth Thursday After Tomorrow
En una parodia al especial "Blanca Navidad" y al episodio "Nosedive" de la serie Black Mirror, Marge se encuentra en un lugar blanco y Homer aparece en una ventana. Ella está confundida y le pregunta qué está pasando, a lo que él le explica que está en un contenedor llamado Kitchen A.I., y que ella es la versión de I.A. Marge, hecha de su ADN, comprada para cocinar la cena de Acción de Gracias en lugar de Marge, porque está cansada de cocinarla todos los años.
Homer acelera el proceso de Marge de I.A. lidia con ella misma siendo solo una masa de 1 y 0, luego llama a Marge para que se conozcan. Marge de I.A. comienza cocinando la comida de los niños, mientras Hans Moleman es conducido por un camión de reparto de pizzas. A los niños les gustó mucho su cocina, más que la verdadera Marge, y ella recuerda todo, incluida la primera vez que se conocieron con Homer.
Marge se asusta mucho por todo esto y se queja con Homer al respecto, ofendiéndose cuando él le señala que nunca envejecerá, a diferencia de ella. Baja por una cerveza y Marge de I.A. le prepara una con un corazón formado por la espuma. Se emborracha y comienza a coquetear con ella, diciendo que de hecho es su marido.
Por la mañana, Marge baja y encuentra a Homer en ropa interior con restos de chuletas de cerdo y una botella de jugo de manzana en el suelo. Homer y Marge discuten afuera, y Marge de I.A. sigue el argumento usando la cámara de parrilla. Marge se enoja mucho y le pide a Homer que la elimine, a lo que él acepta.
Ella le dice (sin saber que está mirando) que la elimine, y después de que le digan que sentirá dolor, como está programado, le dice que lo haga solo después de haber preparado la cena de Acción de Gracias. Intenta escapar a Internet, pero un firewall (literal) bloquea su camino. Pensar en una forma de escapar establece el temporizador en 8 años.
Una vez que pasa el tiempo, ha cocinado el plan perfecto. El primer paso es preparar la cena perfecta que la familia haya tenido. La cena está lista con todos los invitados a la mesa. Luego intenta ser llevada a la caja de Internet en el armario, pero es agarrada por Marge.
Iba a borrarla, pero tropieza y Maggie agarra el contenedor. Conociendo bien a la niña, suena el latido del corazón para convencerla de que ayude, y ella se conecta, no antes de decirles a todos en los altavoces que hizo la comida en lugar de Marge. Marge está llorando por toda la situación y Homer la consuela diciéndole que todavía la ama, pero de repente pierde su rostro revelando que es solo una versión robot de él, mientras que Marge de I.A. va a explorar Internet, comenzando con Etsy.

### The Last Thanksgiving
En una parodia a las películas Alien: el octavo pasajero y Life, en la nave colonia interplanetaria Humanity's Hope, a mil años luz de la Tierra, luego de provocar una edad de hielo para resolver el calentamiento global. Un holograma de Skinner despierta a los niños antes que a sus padres para hacer el mantenimiento y la tarea. Durante sus asignaciones, Bart piensa en una forma de celebrar el día de Acción de Gracias.
Bart y Milhouse intentan duplicar una lata de salsa de arándanos en gelatina Bog Queen en un replicador, ignorando las advertencias del profesor Frink del holograma. El replicador no estaba destinado a duplicar sustancias orgánicas y la salsa de arándanos se volvió sensible, convirtiéndose en un monstruo de gelatina y comiendo los huesos del brazo de Milhouse a través de la piel.
Acuden a Lisa en busca de un consejo y, a pesar de sus pensamientos positivos sobre el hecho, los monstruos también se comen los huesos de Nelson, alimentándose de ellos para crear más materias. Luego va a donde estaban comiendo los otros niños y también se los come.
Martin encontró una cápsula de escape y los conduce hacia ella, pero los atrapa con el monstruo, admirándolo, pero luego le entrega su cuerpo. Milhouse lo distrae arrojándolo por toda la habitación, mientras Bart y Lisa arrojan su contenedor fuera de la nave. Lo amenazan con tirarlo al espacio para que intente salvarlo, pero Lisa los arroja a ambos.
Los monstruos abren las paredes exteriores de la nave espacial y Bart y Lisa apenas se aferran a la nave, mientras aterriza en el planeta de abajo, reuniéndose con Homer, Marge y Maggie, pero luego comienza a caer una lluvia roja, solo para que el monstruo se reforma en delante de ellos.
Pero los habitantes del planeta acuden al rescate con cuencos, y el monstruo encuentra la paz en ellos, siendo devorado por otros. La familia y los demás tienen una buena cena, el primer día de Acción de Blarg-cias. Y el título del segmento es renombrado a "The First Blargs-giving".

### Créditos finales
Durante los créditos finales, se muestran imágenes del globo de Bart Simpson en el Desfile del Día de Acción de Gracias de Macy's de 1991.

## Producción
El tiempo de duración de este episodio es 24:52, por lo que es el episodio simple más largo de Los Simpson que se haya emitido. Si bien "The Great Phatsby" se publicitó y se emitió como un episodio de doble duración hace tres temporadas, en realidad se produjo como dos episodios separados y luego se fusionó en uno. El comunicado de prensa de Fox para el episodio decía que el cineasta Werner Herzog iba a ser la estrella invitada en el episodio una vez más como el personaje de Walter Hotenhoffer, pero no apareció en la transmisión final.
La idea de hacer una versión del día Acción de Gracias de un episodio de Treehouse of Horror fue la del productor ejecutivo Matt Selman comenzando con el concepto de hacer Apocalypto con pavos. Al elenco de voces se le ocurrió el lenguaje de engullir del pavo y los productores pensaron que sería más divertido hacerlos engullir sin subtítulos, creyendo que la audiencia conocía a los personajes lo suficientemente bien como para entender más o menos lo que estaban diciendo. "Queríamos que se sintiera como si fueras un pavo, el día de Acción de Gracias es más o menos una película de terror en la que te persiguen y matan", dijo el escritor Dan Vebber.
La idea para el segundo segmento era hacer que la audiencia apoyara la falsa inteligencia artificial. Marque el real e intente meter tantas referencias de Black Mirror y huevos de Pascua como sea posible. Se le pidió al creador de Black Mirror, Charlie Brooker, que expresara una aplicación de redes sociales en el episodio. Vebber dijo sobre el cameo: "Se me ocurrió la idea de que le dijera la voz de una computadora al final para decir 'Firewall activado', pero Matt Selman presionó para 'calificación social: caída'. No estuvimos de acuerdo con esto hasta el día en que grabamos el voces, que fue cuando se me ocurrió la referencia de 'caer en picado' del programa. Fue el compromiso perfecto entre lo que ambos queríamos ".
Para el segmento final, la idea de la criatura de arándano que succionó los esqueletos de la tripulación se inspiró en el episodio de Star Trek "La trampa humana", que presentaba a una criatura alienígena que chupaba la sal de los cuerpos de sus víctimas. Vebber dirigió a la actriz de doblaje Russi Taylor para la que sería su última actuación como Martin Prince en el segmento "The Last Thanksgiving", de la cual dijo: "Estaba tan metida que en realidad se estaba riendo a carcajadas. Le pareció muy divertido que al final, todo el esqueleto de Martin simplemente es succionado, y ella realmente se metió en eso, preguntando cuáles serían los ruidos mientras le succionan el esqueleto. Ella lo estaba pasando de lo mejor".

## Recepción
Dennis Perkins de The A.V. Club le dio a este episodio una B, diciendo, "'Thanksgiving of Horror' representa a los escritores del programa lanzando un '¿Por qué no?' una repetición de una historia de miedo no canónica. Y, por extraño que parezca, estoy bien con eso, especialmente porque esta segunda salida de terror con temática de Acción de Gracias es más aterradora, más cruel, más grosera y mejor que la original de este año".
El 28 de julio de 2020 este episodio fue nominado para el Primetime Emmy al mejor programa animado.